# Vlasta Knezović
Vlasta Knezović (ur. 28 lutego 1948 w Varaždinie, w ówczesnej jugosłowiańskiej Ludowej Republice Chorwacji) – jugosłowiańska i chorwacka aktorka teatralna, filmowa i telewizyjna. 

## Wybrane role filmowe
- 1973: Życie dla miłości (Živjeti od ljubavi) – Minja
- 1975: Doktor Mladen – Danica
- 1980: Rad na određeno vreme – Kosa
- 1982: Moj tata na određeno vreme – 	Kosa
- 1984: Zadarski memento – Marija, zakonnica
- 1986: Razvod na određeno vreme – Kosa
- 1997: Novogodišnja pljačka – Vilma Novak
- 2000: Kasjerka chce jechać nad morze (Blagajnica hoće ići na more) – szefowa zmiany
- 2004: Slučajna suputnica  – mama Vanji